# Jernved Sogn
Jernved Sogn er et sogn i Ribe Domprovsti (Ribe Stift).
I 1800-tallet var Jernved Sogn et selvstændigt pastorat. Det hørte til Gørding Herred i Ribe Amt. Jernved sognekommune blev ved kommunalreformen i 1970 indlemmet i Ribe Kommune, der ved strukturreformen i 2007 indgik i Esbjerg Kommune.
I Jernved Sogn ligger Jernved Kirke fra Middelalderen og Gredstedbro Kirke fra 1924.
I sognet findes følgende autoriserede stednavne:
- Bøjhøj (areal)
- Dybmose (bebyggelse)
- Gredsted (bebyggelse, ejerlav)
- Gredstedbro (stationsby)
- Halegårde (bebyggelse)
- Jernved (bebyggelse, ejerlav)
- Jernvedlund (bebyggelse, ejerlav)
- Plovstrup (bebyggelse, ejerlav)
- Plovsvad (bebyggelse)
- Skølvad Mark (bebyggelse)
- Ulkær (bebyggelse)
- Østerhede (bebyggelse)